# Шишање (филм)
Шишање је српски филм из 2010. године. Режију потписује Стеван Филиповић, који је и написао сценарио заједно са Димитрије Војновим. Главне улоге тумаче Никола Ракочевић, Виктор Савић и Бојана Новаковић. Радња прати младог математичког генија, који ће се спољним утицајима у потпуности променити свој живот и постати члан навијачке групе.
Премијера је приказана 6. октобра 2010. у Сава центру у Београду. Био је најгледанији српски филм из 2010. и први који је конвертован у 3D. На Фестивалу филмског сценарија у Врњачкој Бањи 2011. године освојио је прво место.

## Радња
Новица (Никола Ракочевић) је млади математички геније који мисли да ће све своје снове, поштовање и љубав остварити уколико се придружи једној од навијачких група. Вођен харизмом навијачког вође Реље (Виктор Савић) и заљубљеношћу у своју комшиницу Мину (Бојана Новаковић), Новица постаје скинхед. Филм говори о томе колико је мало погрешних корака потребно младом човеку да уништи свој и животе својих најближих. Ово је прича о одрастању, љубави и погрешним изборима.

## Улоге
| Глумац            | Улога                   |
| ----------------- | ----------------------- |
| Никола Ракочевић  | Новица Марјановић       |
| Виктор Савић      | Реља                    |
| Бојана Новаковић  | Мина                    |
| Наташа Шолак      | инспекторка Лидија      |
| Никола Којо       | инспектор Милутин       |
| Предраг Ејдус     | академик Хаџи-Танкосић  |
| Драган Мићановић  | професор математике     |
| Срђан Милетић     | Пуфта                   |
| Милан Михаиловић  | Новичин отац            |
| Милош Танасковић  | Мирко                   |
| Вујадин Милошевић | Ђомла                   |
| Владимир Тешовић  | Станислав               |
| Марко Јанкетић    | Боки                    |
| Јасмина Аврамовић | професорка на такмичењу |

## Пријем
Након што је филм победио на Фестивалу филмског сценарија у Врњачкој Бањи, отворена је полемика између аутора филма и РТС-а. Аутори филма су незадовољни одлуком РТС-а да не прикаже најгледанији српски филм из 2010. године на својим каналима. Димитрије Војнов тврди да филм неће бити приказан на РТС-у зато што исувише песимистично приказује државне институције. 
То је филм о друштвеном проблему који држава није подржала, то је филм о друштвеном проблему који Јавни сервис неће да прикаже, али је то филм који је без неког великог маркетинга успео да буде најгледанији прошле године— Димитрије Војнов
Директор Југословенске кинотеке и бивши уредник Филмске редакције РТС-а Радослав Зеленовић је изјавио да Јавни сервис има обавезу да понуди домаћи филм гледаоцима и да не сме да затвара очи пред проблемима у друштву.
Иван Карл, уредник филмског програма РТС-а је изјавио да филм са сценама бруталног насиља и експлицитног секса не може да се емитује у терминима намењеним за домаћи филм.